# Aprendizaje justo a tiempo
El aprendizaje "justo a tiempo" promueve una formación relacionada estrechamente con las necesidades de quien aprende, y está disponible exactamente cuándo y cómo se requiere.

## Metodología
El aprendizaje "justo a tiempo" es diferente a la formación estructurada o al desarrollo profesional planificado porque estas modalidades se ofrecen generalmente a través de fechas y horarios establecidos. Lo que hace diferente al aprendizaje "justo a tiempo" es una estrategia enfocada en satisfacer las necesidades de los aprendices justo cuando estas surgen en lugar de estar planificadas con anticipación. Por tanto, el aprendizaje "justo a tiempo" requiere prever qué necesitan los aprendices, cuándo y donde puede ser que  experimenten esta necesidad, así como la creación de contenido orientados específicamente a satisfacer esas necesidades de manera enfocada y accesible.
El aprendizaje "justo a tiempo" a menudo se proporciona a través de videos cortos, aprendizaje en línea dirigido, guías de trabajo impresas o información relacionada del mundo real. Está cronometrado y empaquetado para satisfacer una necesidad explícita y nada más, a fin de no abrumar al alumno con algo que no satisfaga la necesidad inmediata. La información se puede proporcionar a través de papel tradicional, en línea o mediante dispositivos móviles, según la necesidad y la disponibilidad. Es esencial que la información sea fácilmente localizable y comprensible por la persona que la necesita; de lo contrario, la persona se distraerá o perderá el enfoque y se perderán los beneficios del aprendizaje "justo a tiempo". Satisfacer solo la necesidad inmediata ayuda a retener el conocimiento y promueve sentimientos de empoderamiento. Por lo tanto, uno de los criterios utilizados para evaluar el aprendizaje es la velocidad de conectar a la persona que necesita algo con el aprendizaje que lo ayuda a lograrlo.

## Criterios de éxito
El aprendizaje "justo a tiempo" a menudo se combina con objetos de aprendizaje reutilizables lo cual implica que se le pueden aplicar criterios de éxito similares. La evidencia del uso exitoso del aprendizaje "justo a tiempo" muestra una mayor satisfacción del alumno, menores costos e incluso mayores resultados centrados en el paciente cuando se implementa en entornos de salud.